# Марія Толчіф
Елізабет Мері Тол Чіф (англ. Elizabeth Marie Tallchief, 24 січня 1925, м. Ферфакс, Оклахома, США — 11 квітня 2013, м. Чикаго, США) — перша американська прима-балерина. Вона — перший відомий представник індіанців у світі балету, солістка «Російського балету Монте-Карло» та «Нью-Йорк Сіті балету». Старша сестра балерини Марджорі Толчіф, третя дружина Джорджа Баланчина.

## Життєпис
Марія Толчіф почала займатися танцями майже з самого народження, а з трьох років почала брати уроки бальних танців. Коли їй виповнилося вісім років, її родина переїхала з рідного дому у Ферфаксі, штат Оклахома, до Лос-Анджелеса, штат Каліфорнія. У пошуках місця у великій і солідній балетній трупі, у віці 17 років вона переїхала до Нью-Йорка. Там же за наполяганням свого творчого керівництва вона остаточно закріпила за собою офіційне сценічне ім'я Марія Толчіф. Наступні п'ять років вона провела в балетному колективі, що називався «Російський балет Монте-Карло». Там же вона зустріла легендарного хореографа і майбутнього чоловіка Джорджа Баланчина. Коли він став співзасновником майбутнього «Нью-Йорк Сіті балету» в 1946 році, Марія Толчіф стала першою балериною нової трупи. У шлюбі вони прожили до 1951 року. Однак, після розлучення з Д. Бланчином М. Толчіф покинула компанію в 1956 році.

Пристрасна манера танцю Толчіф вдало поєднувалася з віртуозною хореографією Баланчина, наповненою складними технічними прийомами. Найбільшу популярність балерині принесла головна партія в балеті «Жар-птиця» (1949). Іншою успішною партією стала роль Феї Драже в «Лускунчику». Вона об'їздила весь світ, ставши першою громадянкою США, яка виступила в Большому театрі, регулярно виступала на американському телебаченні. Після завершення виконавської кар'єри в 1966 році Марія Толчіф брала активну участь в розвитку балету в Чикаго: в 1974 вона заснувала трупу Чиказького міського балету, яка спочатку функціонувала в складі Ліричної Опери, а потім, в 1981 році, стала самостійною компанією.

В Оклахомі встановлено кілька памятників балерини. Вона стала членом американського Національного залу слави жінок і отримала Національну медаль за внесок у мистецтво. У 1996 році Толчіф отримала нагороду Центру Кенеді. Її біографія стала основою сценаріїв декількох документальних фільмів.

У грудні 2012 року у результаті нещасного випадку 87-річна Марія Талчіф зламала стегно. Вона померла 11 квітня 2013 року в Чикаго в результаті ускладнень після травми.

## Репертуар
Нью-Йорк Сіті балет
- 27 листопада 1949 року — Жар-птиця*, «Жар-птиця» Джорджа Баланчина (Іван-царевич — Франсиско Монсьон)

(*) — перша виконавиця партії.